# Eleição municipal de Salvador em 1996
A eleição municipal de Salvador em 1996 ocorreu em 3 de outubro do mesmo ano, para a eleição do Prefeito,do Vice-Prefeito e 35 vereadores. A prefeita em exercício era Lídice da Mata (PSDB). Antônio Imbassahy, do PFL, foi eleito prefeito de Salvador ainda no primeiro turno.
Além da competição com a Conder, a Prefeitura sob a gestão de Lídice teve um problema acentuado, que foi a fragilidade das finanças municipais. O processo de desestruturação fiscal da Prefeitura de Salvador a partir de 1989 se deu por conta dos efeitos produzidos pelo serviço da dívida contraída durante a gestão Mário Kertész e herdada pela gestão subseqüente de Fernando José. O crescimento do peso dos juros e amortizações no total da despesa de Salvador sobe de 7,8%, em 1989, para 16%, em 1992, atingindo seu ponto mais alto, 17%, em 1994, já na gestão de Lídice da Mata. Isso ocorreu porque a Prefeitura de Salvador, durante o mandato de Fernando José, foi fortemente financiada por empréstimos de curto prazo tomados para saldar as despesas correntes. O peso das operações de crédito no total da receita em 1989 chega a 33,12% e, em 1991, a 25,75%. A Prefeitura de Salvador tornou-se insolvente e, portanto, inapta a arcar com empréstimos, o que levou ao fim dessa fonte de recursos a partir de 1993, quando o município acabou sendo impedido de contrair tanto empréstimos de curto prazo quanto empréstimos de longo prazo destinados a investimentos. Esse comprometimento das receitas e despesas municipais com empréstimos de curto prazo e pagamentos de juros e amortizações foi conseqüência de débitos contraídos pela Prefeitura com empreiteiras durante a gestão de Mário Kertész. Na eleição de 1996 Antônio Imbassahy, do PFL, foi eleito Prefeito de Salvador no primeiro turno, recebendo 407.019 votos (51,4% dos votos válidos), contra 235.635 votos (29,7% dos votos válidos) de Nelson Pelegrino, do PT. O candidato do PSDB, apoiado pela Prefeita Lídice da Mata, Domingos Leonelli, ficou com apenas 62.843 votos (7,9% dos votos válidos), em terceiro lugar. A administração de Imbassahy, entre 1997 e 2000, na Prefeitura de Salvador, tem como característica principal a “tutela” do governo estadual. Isso fica bem nítido ao verificar-se o aumento de 70,8% da receita de transferências da Prefeitura, (Fernandes, 2002, p. 39). As transferências, que em 1996 registravam o montante de R$ 196 milhões, em 1997 chegam a R$ 276 milhões. Esse aumento da receita de transferências da Prefeitura é um forte indício de que muito provavelmente o governo estadual teve participação ativa no aumento dessas transferências. Além do auxílio financeiro do governo do estado à administração municipal, a partir de 1997 a Prefeitura de Salvador passou a participar da manutenção do Centro Histórico Pelourinho junto com a Conder, realizando os serviços de limpeza urbana e demais serviços que podia desenvolver, algo que não ocorria na gestão de Lídice da Mata. Não só o Pelourinho, mas as obras de recuperação urbana, desenvolvidas pela Conder passaram a ter a Prefeitura como “parceira”, a exemplo da revitalização e recuperação do Dique do Tororó. O que acontece na gestão de Imbassahy é a subordinação do Prefeitura ao Governo do Estado, ou seja, só tem condições de governar a cidade de Salvador o Prefeito que for excessivamente “sintonizado” com o Governo estadual, caso contrário terá o destino de Lídice da Mata. Imbassahy, portanto, vem manter este padrão político na cidade, que teve uma tentativa de ruptura com Lídice da Mata.

## Candidatos(as)
| Cor de campanha | Nº | Candidato(a) a prefeito | Candidato(a) a prefeito                                 | Candidato(a) a vice-prefeito | Candidato(a) a vice-prefeito                            | Coligação |
| --------------- | -- | ----------------------- | ------------------------------------------------------- | ---------------------------- | ------------------------------------------------------- | --- |
|                 | 25 |                         | Antônio Imbassahy (PFL) Antônio José Imbassahy da Silva |                              | Marcos Medrado (PPB) Marcos Antonio Medrado             | É agora, Salvador - Partido da Frente Liberal (PFL) - Partido Progressista Brasileiro (PPB) - Partido Trabalhista Brasileiro (PTB) - Partido Liberal (PL) - Partido Social Cristão (PSC) - Partido Trabalhista do Brasil (PTdoB)  |
|                 | 13 |                         | Nelson Pelegrino (PT) Nelson Vicente Portela Pelegrino  |                              | Alice Portugal (PCdoB) Alice Mazzuco Portugal           | Frente Salvador Popular - Partido dos Trabalhadores (PT) - Partido Comunista do Brasil (PCdoB) - Partido Socialista Brasileiro (PSB) - Partido Popular Socialista (PPS) - Partido Verde (PV) - Partido Comunista Brasileiro (PCB) |
|                 | 45 |                         | Domingos Leonelli (PSDB) Domingos Leonelli Netto        |                              | Jorge Gomes (PDT) Jorge Gomes de Jesus                  | A Luta pela Igualdade - Partido da Social Democracia Brasileira (PSDB) - Partido Democrático Trabalhista (PDT) |
|                 | 15 |                         | Pedro Irujo (PMDB) Pedro Irujo Yanis                    |                              | Neemias dos Reis (PMDB) Neemias dos Reis Santos         | Partido Isolado |
|                 | 26 |                         | Afrânio Gregório (PAN) Afrânio de Aquino Gregório       |                              | Nilson Joau (PAN) Nilson Joau e Silva                   | Aposentados Solidaristas - Partido dos Aposentados da Nação (PAN) - Partido da Solidariedade Nacional (PSN) |
|                 | 44 |                         | Walter Queiroz (PRP) Walter Carlos Gomes Queiroz        |                              | Bárbara Christiane (PSD) Bárbara Christiane Costa Rehem | Pense Forte em Salvador - Partido Republicano Progressista (PRP) - Partido Social Democrático (PSD) - Partido da Reconstrução Nacional (PRN)                                                                                      |
|                 | 33 |                         | Ieda Caldas (PMN) Ieda Souza Caldas                     |                              | Israel Correia (PMN) Israel Correia                     | Partido Isolado |
|                 | 30 |                         | José Coutinho (PGT) José Coutinho de Jesus              |                              | Jorge Ferreira (PGT) Jorge Santos Ferreira              | Partido Isolado |
|                 | 29 |                         | Antonio Eduardo (PCO) Antonio Eduardo Alves de Oliveira |                              | Ednailda Maria (PCO) Ednailda Maria dos Santos          | Partido Isolado |

## Pesquisas Eleitorais
| Se a eleição para prefeito de Salvador fosse hoje, em qual desses candidatos você votaria? | Se a eleição para prefeito de Salvador fosse hoje, em qual desses candidatos você votaria? | Se a eleição para prefeito de Salvador fosse hoje, em qual desses candidatos você votaria? | Se a eleição para prefeito de Salvador fosse hoje, em qual desses candidatos você votaria? | Se a eleição para prefeito de Salvador fosse hoje, em qual desses candidatos você votaria? | Se a eleição para prefeito de Salvador fosse hoje, em qual desses candidatos você votaria? | Se a eleição para prefeito de Salvador fosse hoje, em qual desses candidatos você votaria? | Se a eleição para prefeito de Salvador fosse hoje, em qual desses candidatos você votaria? | Se a eleição para prefeito de Salvador fosse hoje, em qual desses candidatos você votaria? |
| Fonte:Datafolha                                                                            | 09/07/1996                                                                                 | 13/08/1996                                                                                 | 28/08/1996                                                                                 | 02/09/1996                                                                                 | 09/09/1996                                                                                 | 27/09/1996                                                                                 | 02/10/1996                                                                                 | Votos Totais TSE                                                                           |
| ------------------------------------------------------------------------------------------ | ------------------------------------------------------------------------------------------ | ------------------------------------------------------------------------------------------ | ------------------------------------------------------------------------------------------ | ------------------------------------------------------------------------------------------ | ------------------------------------------------------------------------------------------ | ------------------------------------------------------------------------------------------ | ------------------------------------------------------------------------------------------ | ------------------------------------------------------------------------------------------ |
| Antônio Imbassahy (PFL)                                                                    | 37%                                                                                        | 47%                                                                                        | 49%                                                                                        | 45%                                                                                        | 46%                                                                                        | 42%                                                                                        | 44%                                                                                        | 43,36%                                                                                     |
| Nelson Pelegrino (PT)                                                                      | 6%                                                                                         | 8%                                                                                         | 11%                                                                                        | 12%                                                                                        | 14%                                                                                        | 17%                                                                                        | 20%                                                                                        | 25,10%                                                                                     |
| Pedro Irujo (PMDB)                                                                         | 21%                                                                                        | 20%                                                                                        | 13%                                                                                        | 12%                                                                                        | 11%                                                                                        | 10%                                                                                        | 9%                                                                                         | 6,21%                                                                                      |
| Domingos Leonelli (PSDB)                                                                   | 4%                                                                                         | 4%                                                                                         | 6%                                                                                         | 8%                                                                                         | 7%                                                                                         | 8%                                                                                         | 9%                                                                                         | 6,70%                                                                                      |
| Afrânio (PAN)                                                                              | 0%                                                                                         | 1%                                                                                         | 1%                                                                                         | 1%                                                                                         | 2%                                                                                         | 2%                                                                                         | 1%                                                                                         | 1,67%                                                                                      |
| Walter Queiroz (PRP)                                                                       | 1%                                                                                         | 0%                                                                                         | 1%                                                                                         | 0%                                                                                         | 0%                                                                                         | 1%                                                                                         | 1%                                                                                         | 0,87%                                                                                      |
| Ieda Caldas (PMN)                                                                          | 0%                                                                                         | 0%                                                                                         | 0%                                                                                         | 0%                                                                                         | 0%                                                                                         | 0%                                                                                         | 1%                                                                                         | 0,18%                                                                                      |
| Antônio Eduardo (PCO)                                                                      | 1%                                                                                         | 1%                                                                                         | 0%                                                                                         | 0%                                                                                         | 1%                                                                                         | 1%                                                                                         | 0%                                                                                         | 0,08%                                                                                      |
| José Coutinho (PGT)                                                                        | 0%                                                                                         | 0%                                                                                         | 0%                                                                                         | 0%                                                                                         | 0%                                                                                         | 0%                                                                                         | 0%                                                                                         | 0,11%                                                                                      |
| Em branco/nulo/nenhum                                                                      | 21%                                                                                        | 13%                                                                                        | 11%                                                                                        | 12%                                                                                        | 12%                                                                                        | 11%                                                                                        | 9%                                                                                         | 15,71%                                                                                     |
| Não sabe                                                                                   | 7%                                                                                         | 6%                                                                                         | 7%                                                                                         | 8%                                                                                         | 6%                                                                                         | 8%                                                                                         | 6%                                                                                         |                                                                                            |

| Se a eleição para prefeito de Salvador fosse hoje, em qual desses candidatos você votaria? | Se a eleição para prefeito de Salvador fosse hoje, em qual desses candidatos você votaria? | Se a eleição para prefeito de Salvador fosse hoje, em qual desses candidatos você votaria? | Se a eleição para prefeito de Salvador fosse hoje, em qual desses candidatos você votaria? |
| Fonte:Datafolha                                                                            | 27/09/1996                                                                                 | 02/10/1996                                                                                 | Votos Válidos - TSE                                                                        |
| ------------------------------------------------------------------------------------------ | ------------------------------------------------------------------------------------------ | ------------------------------------------------------------------------------------------ | ------------------------------------------------------------------------------------------ |
| Antônio Imbassahy (PFL)                                                                    | 52%                                                                                        | 52%                                                                                        | 51,45%                                                                                     |
| Nelson Pelegrino (PT)                                                                      | 21%                                                                                        | 24%                                                                                        | 29,78%                                                                                     |
| Pedro Irujo (PMDB)                                                                         | 12%                                                                                        | 11%                                                                                        | 7,37%                                                                                      |
| Domingos Leonelli (PSDB)                                                                   | 10%                                                                                        | 11%                                                                                        | 7,94%                                                                                      |
| Afrânio (PAN)                                                                              | 2%                                                                                         | 1%                                                                                         | 1,99%                                                                                      |
| Walter Queiroz (PRP)                                                                       | 1%                                                                                         | 1%                                                                                         | 1,04%                                                                                      |
| Ieda Caldas (PMN)                                                                          | 0%                                                                                         | 1%                                                                                         | 0,21%                                                                                      |
| Antônio Eduardo (PCO)                                                                      | 1%                                                                                         | 0%                                                                                         | 0,09%                                                                                      |
| José Coutinho (PGT)                                                                        | 0%                                                                                         | 0%                                                                                         | 0,13%                                                                                      |

## Resultado da eleição para prefeito
| 1º Turno 3 de outubro de 1996 | 1º Turno 3 de outubro de 1996 | 1º Turno 3 de outubro de 1996 | 1º Turno 3 de outubro de 1996 |
| Candidato(a)                  | Vice                          | Votação                       | Votação                       |
| Candidato(a)                  | Vice                          | Total                         | Porcentagem                   |
| ----------------------------- | ----------------------------- | ----------------------------- | ----------------------------- |
| Antônio Imbassahy (PFL)       | Marcos Medrado (PPB)          | 407.019                       | 51,44%                        |
| Nelson Pelegrino (PT)         | Alice Portugal (PCdoB)        | 235.635                       | 29,78%                        |
| Domingos Leonelli (PSDB)      | Jorge Gomes (PDT)             | 62.843                        | 7,94%                         |
| Pedro Irujo (PMDB)            | Neemias dos Reis (PMDB)       | 58.318                        | 7,37%                         |
| Afrânio Gregório (PAN)        | Nilson Joau (PAN)             | 15.721                        | 2,01%                         |
| Walter Queiroz (PRP)          | Bárbara Christiane (PSD)      | 8.204                         | 1,05%                         |
| Ieda Caldas (PMN)             | Israel Correia (PMN)          | 1.692                         | 0,21%                         |
| José Coutinho (PGT)           | Jorge Ferreira (PGT)          | 989                           | 0,12%                         |
| Antonio Eduardo (PCO)         | Ednailda Maria (PCO)          | 705                           | 0,08%                         |
| Total de votos válidos        | Total de votos válidos        | 791.126                       | 100,00%                       |
| Votos apurados                |                               |                               |                               |
| Votos válidos                 | Votos válidos                 | 791.126                       | 84,29%                        |
| Votos em branco               | Votos em branco               | 23.646                        | 2,52%                         |
| Votos nulos                   | Votos nulos                   | 123,833                       | 13,19%                        |
| Total de votos apurados       | Total de votos apurados       | 938.605                       | 100,00%                       |
| Eleitores                     |                               |                               |                               |
| Comparecimento                | Comparecimento                | 938.605                       | 76,99%                        |
| Abstenções                    | Abstenções                    | 280.511                       | 23,01%                        |
| Total de eleitores            | Total de eleitores            | 1.219.116                     | 100,00%                       |